# Meripilus
Genre
Meripilus est un genre de champignons de la famille des Meripilaceae.

## Liste des espèces
Selon MycoBank (6 avril 2024) :
- Meripilus applanatus Corner, 1984
- Meripilus candidus (Roth) P. Karst., 1882
- Meripilus giganteus (Pers.) P. Karst., 1882
- Meripilus lentifrondosus (Murrill) M.J. Larsen & Lombard, 1988
- Meripilus lobatus (J.F. Gmel.) P. Karst., 1882
- Meripilus maculatus Corner, 1984
- Meripilus persicinus (Berk. & M.A. Curtis) Ryvarden, 1972
- Meripilus salignus (Fr.) P. Karst., 1882
- Meripilus sumstinei (Murrill) M.J. Larsen & Lombard, 1988
- Meripilus talpae (Cooke) D.A. Reid, 1963
- Meripilus tropicalis Guzmán & Pérez-Silva, 1975
- Meripilus villosulus Corner, 1984

## Taxonomie
Le nom correct complet (avec auteur) de ce taxon est Meripilus P. Karst., 1882.
Meripilus a pour synonymes :
- Flabellopilus Kotlába & Pouzar, 1957
- Meripilus P. Karst., 1882
- Porodon Fr., 1851

## Publication originale
- Bidr. Känn. Finl. Nat. Folk: VIII, 33 (1882)